# Erythroxylum splendidum
Erythroxylum splendidum är en tvåhjärtbladig växtart som beskrevs av T. Plowman. Erythroxylum splendidum ingår i släktet Erythroxylum och familjen Erythroxylaceae. Inga underarter finns listade i Catalogue of Life.